# Klävemann-Stiftung Oldenburg
Die Klävemann-Stiftung ist nach der Fuggerei in Augsburg die zweitälteste Stiftung dieser Art in Deutschland. Der Begründer Carl Hermann Klävemann (1816–1872) war Kaufmann und Ratsherr in Oldenburg und hinterließ der Stadt nach seinem Tod die Bäverbäksweide (21 Scheffelsaat groß= 17.871 m²), an der Donnerschweer Chaussee gelegen, sowie 50.000 Taler Courant, zur Errichtung einer Stiftung.
Ergänzt wurde die Stiftung durch Dietrich Klävemann (1814–1889), Stadtdirektor von Varel. In seinem Testament vermachte er der Stiftung 150.000 Mark und das Galgenfeld mit einer Größe von 5,1906 ha.

## Hintergrund der Familiengeschichte
Die Familie Klävemann wird erstmals in einer Urkunde im Jahr 1311, bezugnehmend auf Garvich Clevemann, Landritter aus Hatten/Borgloh, erwähnt. Die Klävemann-Burg wurde etwa 1420 zerstört – wohl bei Auseinandersetzungen zwischen den Grafen von Hoya und den Grafen von Oldenburg. 1428 bezog Johann Clevemann – so urkundlich erwähnt – seinen Wohnsitz hinter dem Oldenburger Schloss und stieg Mitte des 15. Jahrhunderts zum Bürgermeister auf. Sein Sohn gehörte bereits im Jahr 1511 zu den Ratsherren der Stadt Oldenburg.
1676 verlor die Familie durch Feuer erneut ihr Heim und siedelte sich am Stau in Oldenburg an. Hier entstand eines der größten Handelshäuser Oldenburgs. Die Familie Klävemann handelte vornehmlich mit Getreide. Der Kaufmann Johann Christopher Klävemann entwickelt im 18. Jahrhundert ein florierendes Geschäft. Die Familie Klävemann arbeitete vorausschauend und brachte es so zu viel Einfluss in kulturellen, sozialen, politischen und städtischen Belangen. Die Söhne des Johann Christopher Klävemann waren städtischer Akzisepächter, Handelsunternehmer und Ratsmitglied. Johann Dietrich Klävemann (1769–1857) gehörte ab 1833 ebenfalls dem Oldenburger Stadtrat an. Er hatte insgesamt 12 Kinder. Die Stiftungsgründer waren seine beiden jüngsten Kinder.
Der Stifter Carl Hermann Klävemann war bis zu seinem Tod über drei Jahrzehnte Ratsherr der Stadt Oldenburg. Er bewohnte ein großzügiges Haus an der Ecke Stau/Gottorpstraße und besaß im Bahnhofsviertel, an der Kanalstraße, im Amalienviertel, an der Staulinie und in Bürgerfelde, an der Alexanderstraße, in Nadorst, am Pestkamp beim Ziegelhof, in der Donnerschweer Straße und der Langenstraße großflächige Grundstücke und gehörte neben dem Großherzog, der Kirche und der Stadt damit zu den größten städtischen Grundbesitzern seiner Zeit.

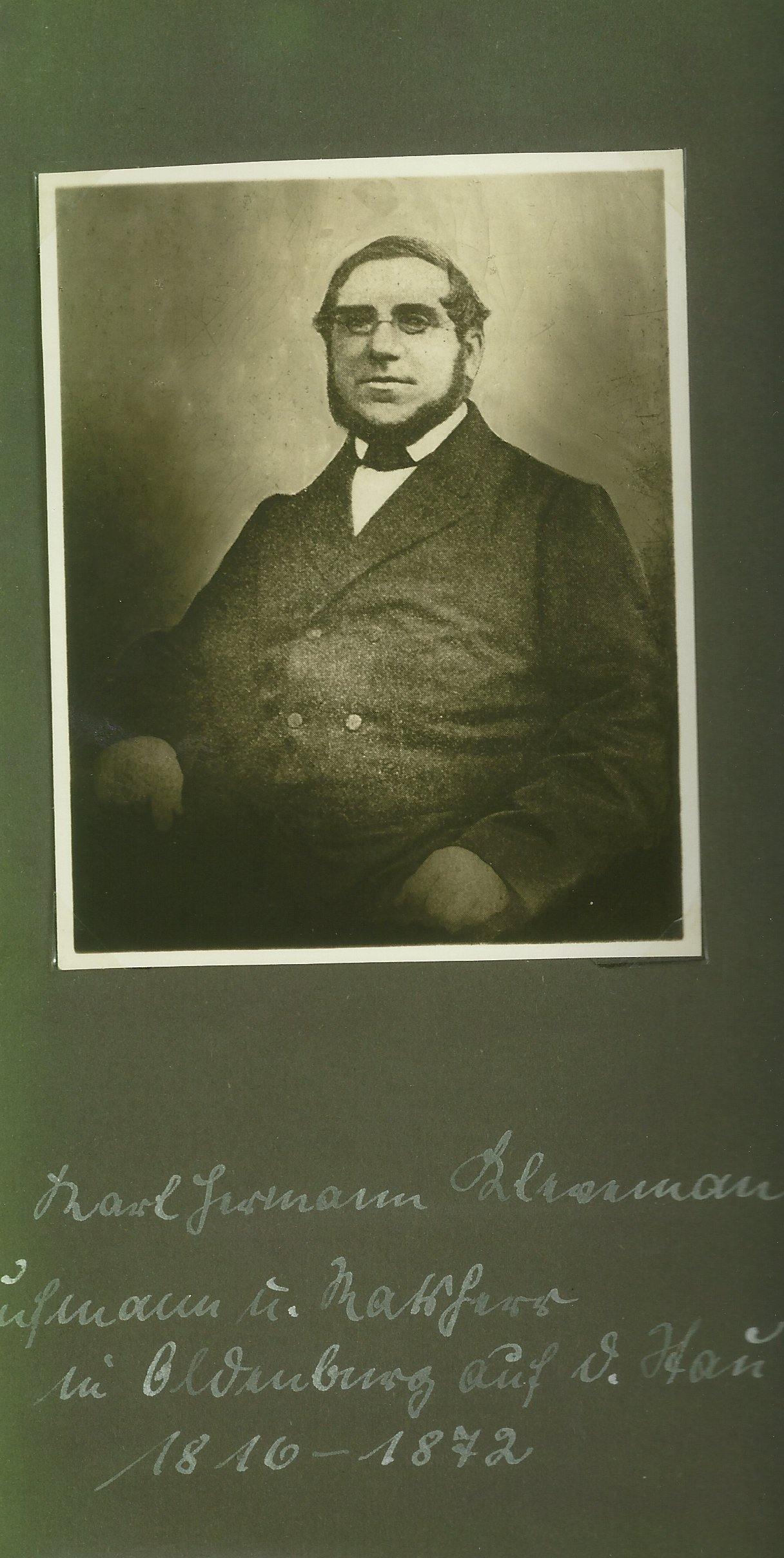
Der Stifter Carl Hermann Klävemann
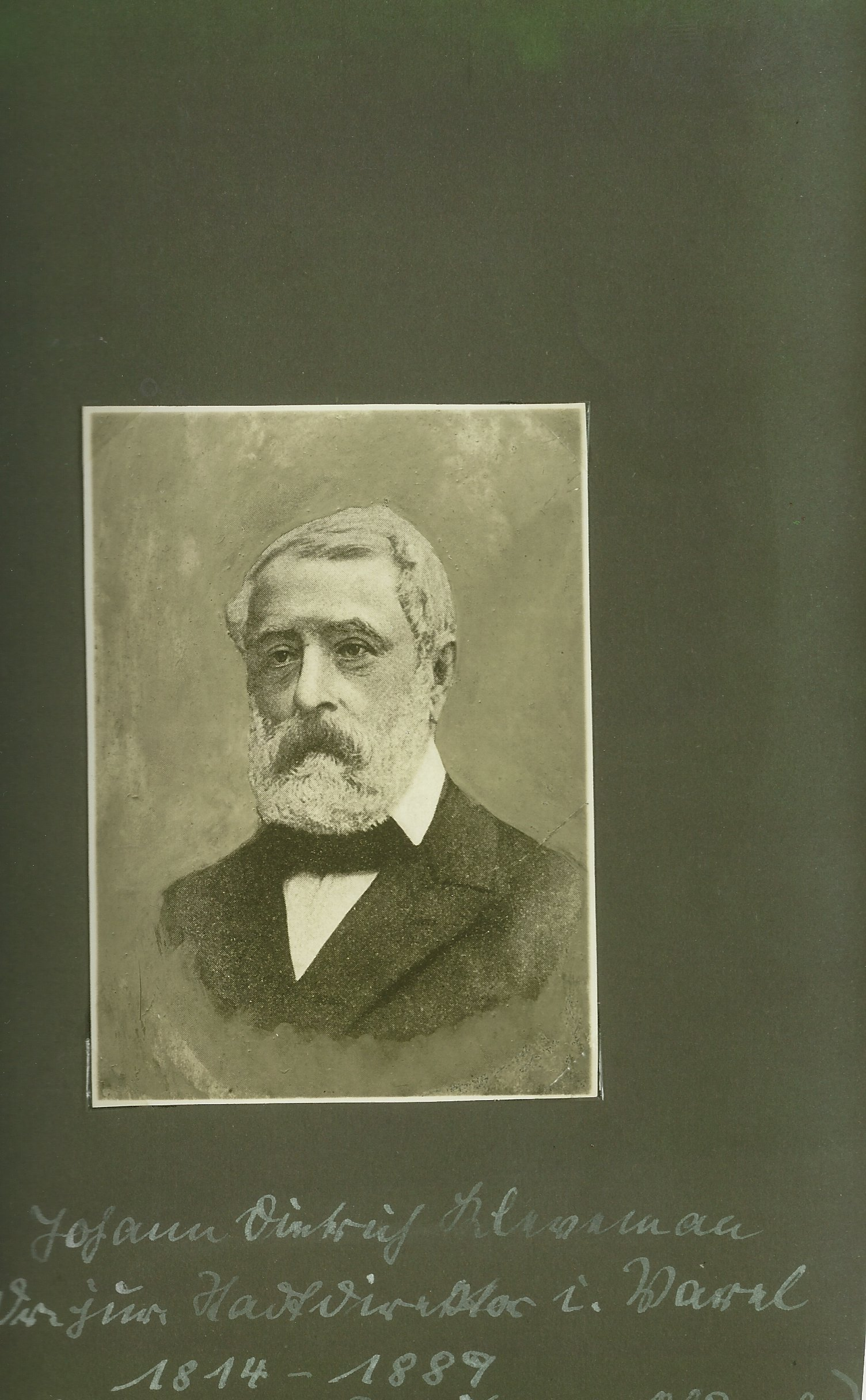
Johann Dietrich Klävemann
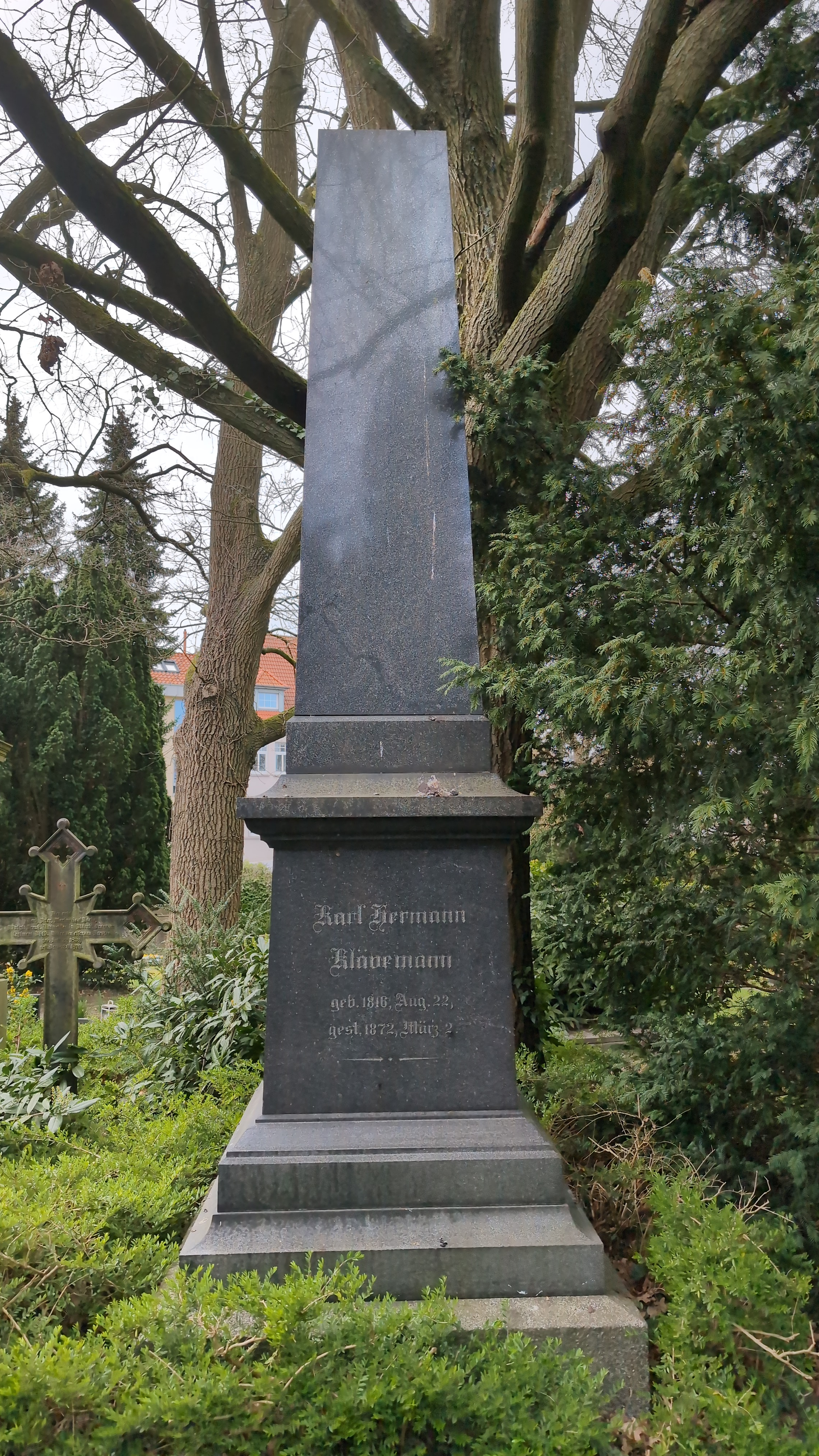
Grab Karl Hermann Klävemann (1816–1872) Gertrudenfriedhof Oldenburg
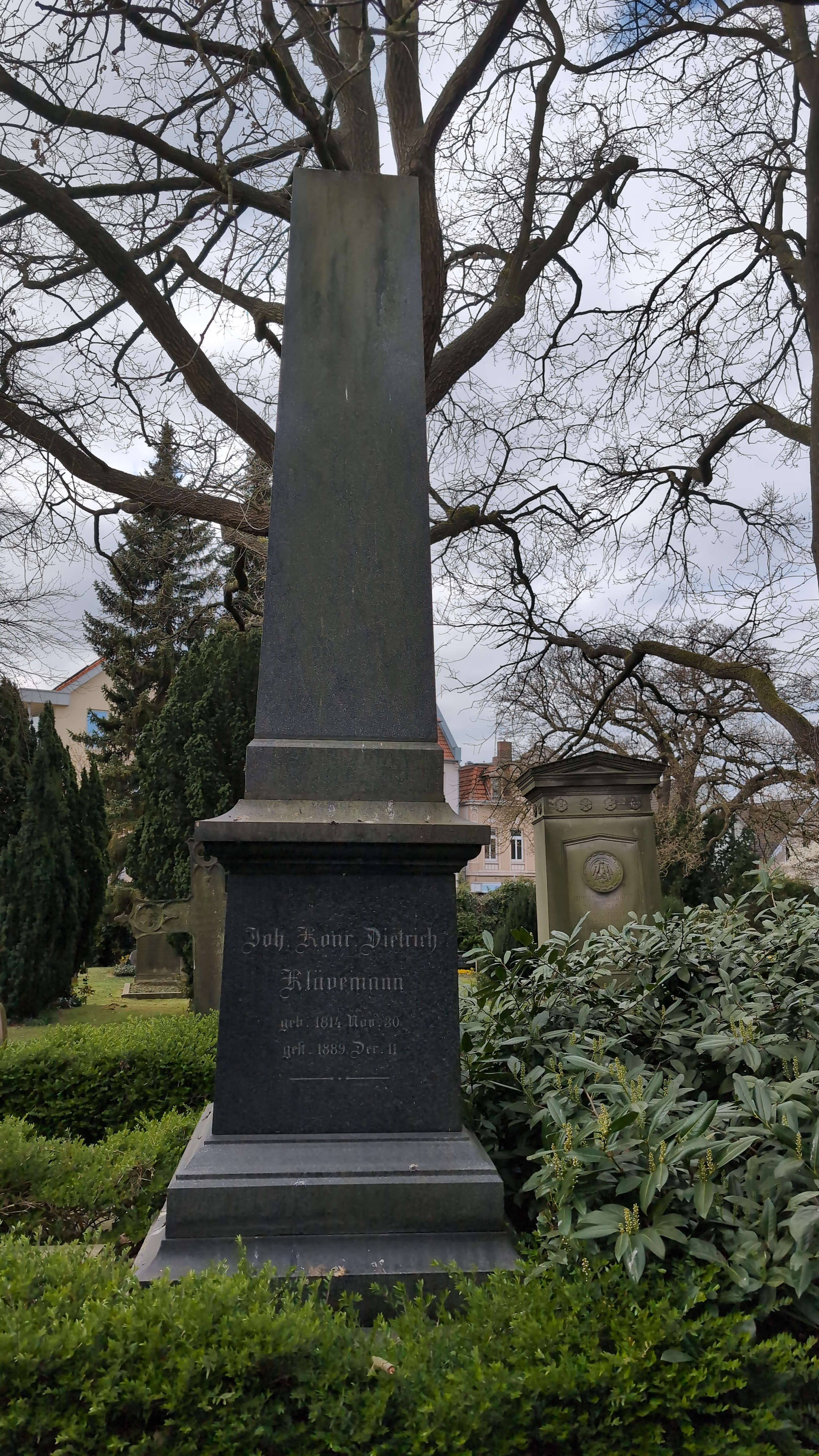
Grab Johann Konrad Dietrich Klävemann (1814–1889) Gertrudenfriedhof Oldenburg

Sein Bruder (Johann Conrad) Dietrich Klävemann studierte Jura in Göttingen, Jena und Heidelberg und promovierte in Berlin. Er war in den Städten Burhave, Westerstede, Ganderkesee, Eutin und Brake tätig und begann 1851 als Syndikus in Oldenburg. Nach einigen Jahren in Löningen wurde er 1859 zum Stadtdirektor in Varel benannt und 1860 zum Landtagsabgeordneten gewählt. 1880 ließ er sich pensionieren und kehrte in das Elternhaus nach Oldenburg zurück. Beide Brüder waren Mitglieder in der Casino-Gesellschaft und der Versicherungs-Gesellschaft in Oldenburg.

## Entwicklung der Klävemann-Stiftung

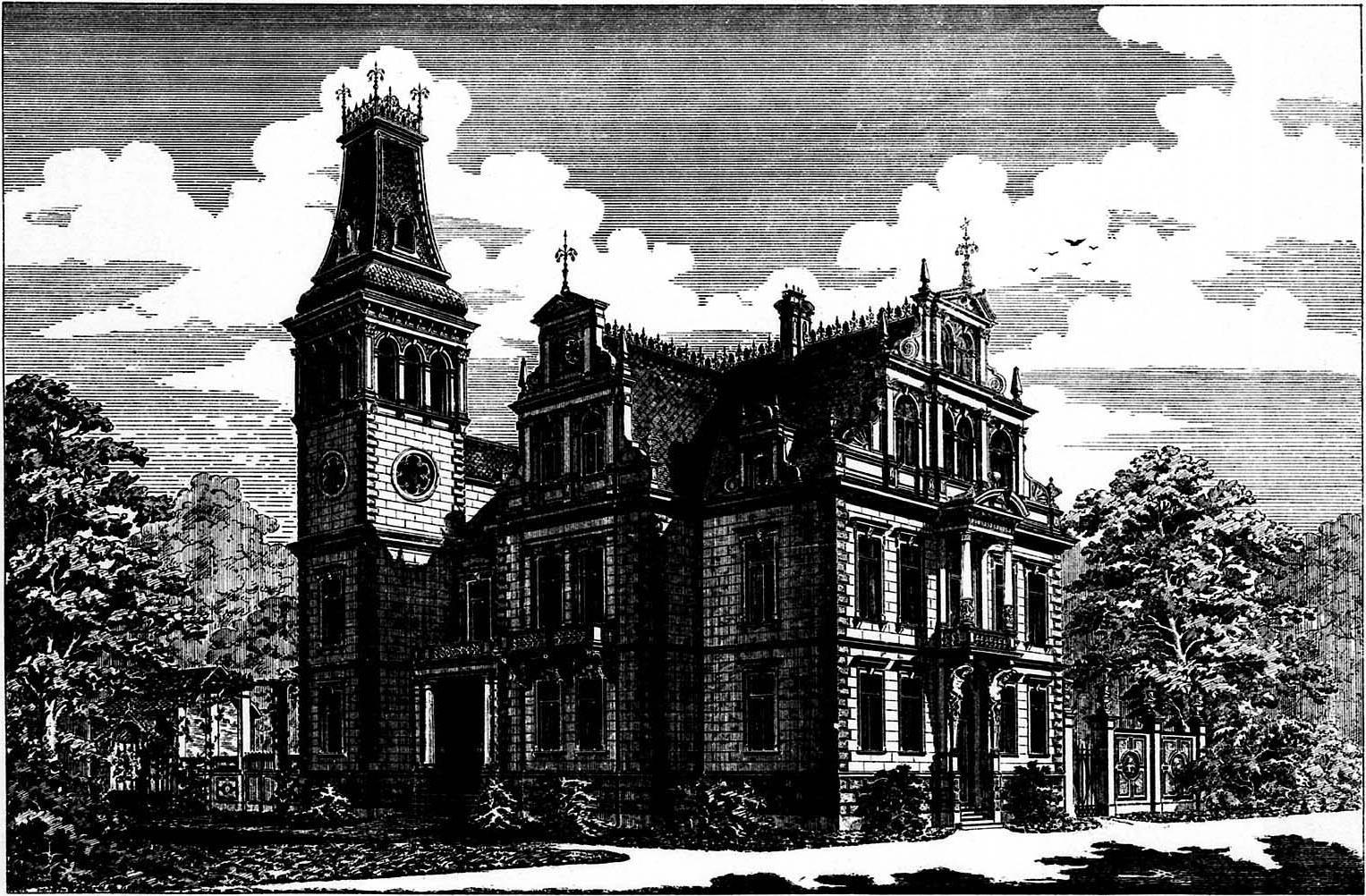
Die Klävemann-Villa Ecke Gottorpstraße/Stau in Oldenburg

Mit seinem Testament von 1871 stiftete Karl Klävemann 50.000 Taler Courant und die in Donnerschwee gelegene sogenannte Bäverbäksweide der zu errichtenden „Klävemann-Stiftung“. 1872 nahm der Stadtrat die Stiftung an, der Magistrat beschloss im selben Jahr über Aufteilung, Bebauung und Vermietung des Stiftungsgeländes. Zwischen 1873 und 1875 entstanden mehrere Wohnhäuser an der Donnerschweer Straße und an der Unterstraße. Seinerzeit wurde der Magistrat der Stadt Oldenburg aufgefordert, ein Statut zu erstellen, dies kam 1875 zur Genehmigung.
Von 1880 bis 1903 wurden weitere Häuser an der Unterstraße, und nach dem Testament seines Bruders Dietrich Klävemann auch auf dem Galgenfeld, am Scheideweg und Nadorster Straße sowie am Stiftsweg gebaut und bezogen. Am 14. Februar 1890 war das Stiftungsvermögen durch Testament von Dietrich Klävemann um 150.000 Mark aufgestockt und um rund 5 ha Land am Galgenfeld erweitert worden. Auf dem 1910 erworbenen Grundstück in der Bogenstraße wurden eines der ersten Altenheime in Oldenburg und ein weiteres Haus errichtet. Zwischen 1920 und 1935 erwarb die Stiftung weitere Grundstücke u. a. in Kreyenbrück, am Schramperweg sowie am Kuhlenkamp und Großen Kuhlenweg, die mit weiteren Wohnhäusern bebaut wurden. Im April 1945 wurden 14 Wohnhäuser in Kreyenbrück durch Bombentreffer vollständig zerstört, teilweise aber wieder aufgebaut. Im Jahr 1952 beschloss die Stadtverwaltung ein neues Statut, welches aber nie zur Genehmigung kam. Von 1960 bis in Mitte der 1990er Jahre wurde die Bautätigkeit der Stiftung vorangetrieben, es entstanden u. a. Häuser an der Von-Halem-Straße, am Stillen Weg, am Deelweg, an der Goethestraße, am Hochheider Weg und an der Theodor-Pekol-Straße.
Als Anfang 1980 die Stadtverwaltung Oldenburg den Abriss der ersten Häuser der Stiftung an der Donnerschweer Straße plante, kam es unter Federführung von Dieter Kimpel zur Gründung einer Bürgerinitiative, die den Abbruch verhindern konnte. Als im Jahre 2012 die Stadtverwaltung Oldenburg erneut ein Areal der Stiftung (Großer Kuhlenweg bzw. Kuhlenkamp) an die GSG verkaufen wollte, um das innere Areal in Nadorst zu bebauen, bildete sich erneut eine Bürgerinitiative (Bürgerinitiative zur Erhaltung der Klävemann-Stiftung), um dies zu verhindern. Nachdem diese den Nachweis erbracht hatte, dass die Stadtverwaltung nach einer unrechtmäßigen Satzung von 1952 arbeitet, wurden die Verkaufs- und Bebauungspläne eingestellt. Das Areal Großer Kuhlenweg/Kuhlenkamp ist heute das letzte verbliebene Areal der Stiftung, welches dem Stifterwillen laut Testamenten und Statut noch genügt.

## Stiftungszweck
Die Klävemann-Stiftung hatte ursprünglich die Herstellung und Unterhaltung von kleinen Wohnungen zum Zwecke, in die solche Familien und einzelne Personen, welche nüchtern, unbescholten und weniger bemittelt sind, aber Unterhalt oder Unterstützung aus der Armenkasse nicht erhalten und noch nicht erhalten haben, aufgenommen werden sollen. Die Miete soll dabei die Hälfte der ortsüblichen Miete nicht übersteigen.
Das Statut von 1876 wurde durch die Stiftungssatzung vom 28. September 2015 ersetzt. Zweck der Stiftung ist nunmehr die Unterstützung von Personen mit geringem Einkommen. Der Zweck wird verwirklicht durch Schaffung und Unterhaltung von Wohnraum sowie sozialen Begegnungsräumen (Wohnprojekte), der diesem Personenkreis zu Bedingungen einer niedrigen wirtschaftlichen Belastung durch Mietaufwendungen zur Verfügung gestellt wird. Die Mieten sind so zu bemessen, dass ein wirtschaftliches Auskommen der Stiftung und somit die Wahrung des Stiftungsvermögens gewährleistet ist. Vorrangig sollen Personen unterstützt werden, die ihren Bedarf durch die Erzielung ihres eigenen Einkommens decken.

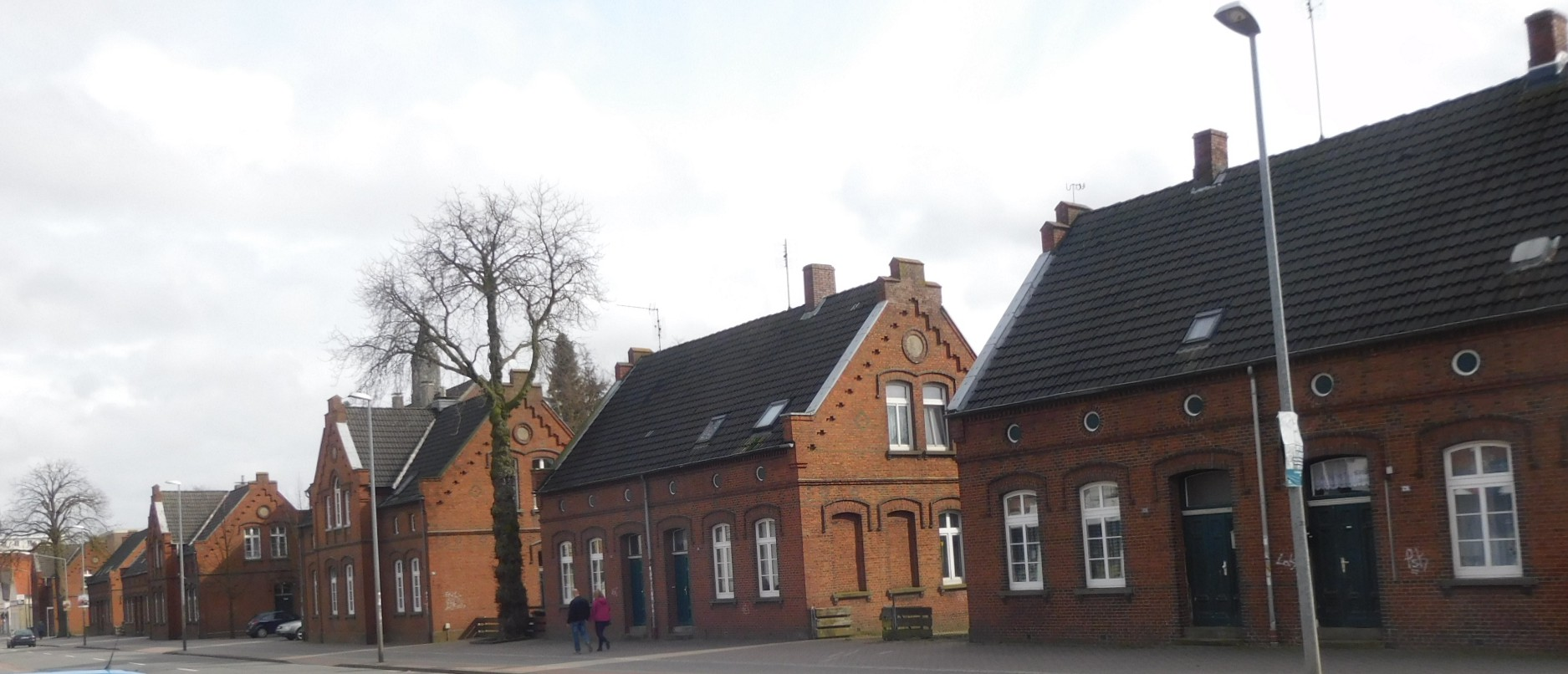
Die ersten Stiftswohnungen an der Donnerschweer Straße, 1873
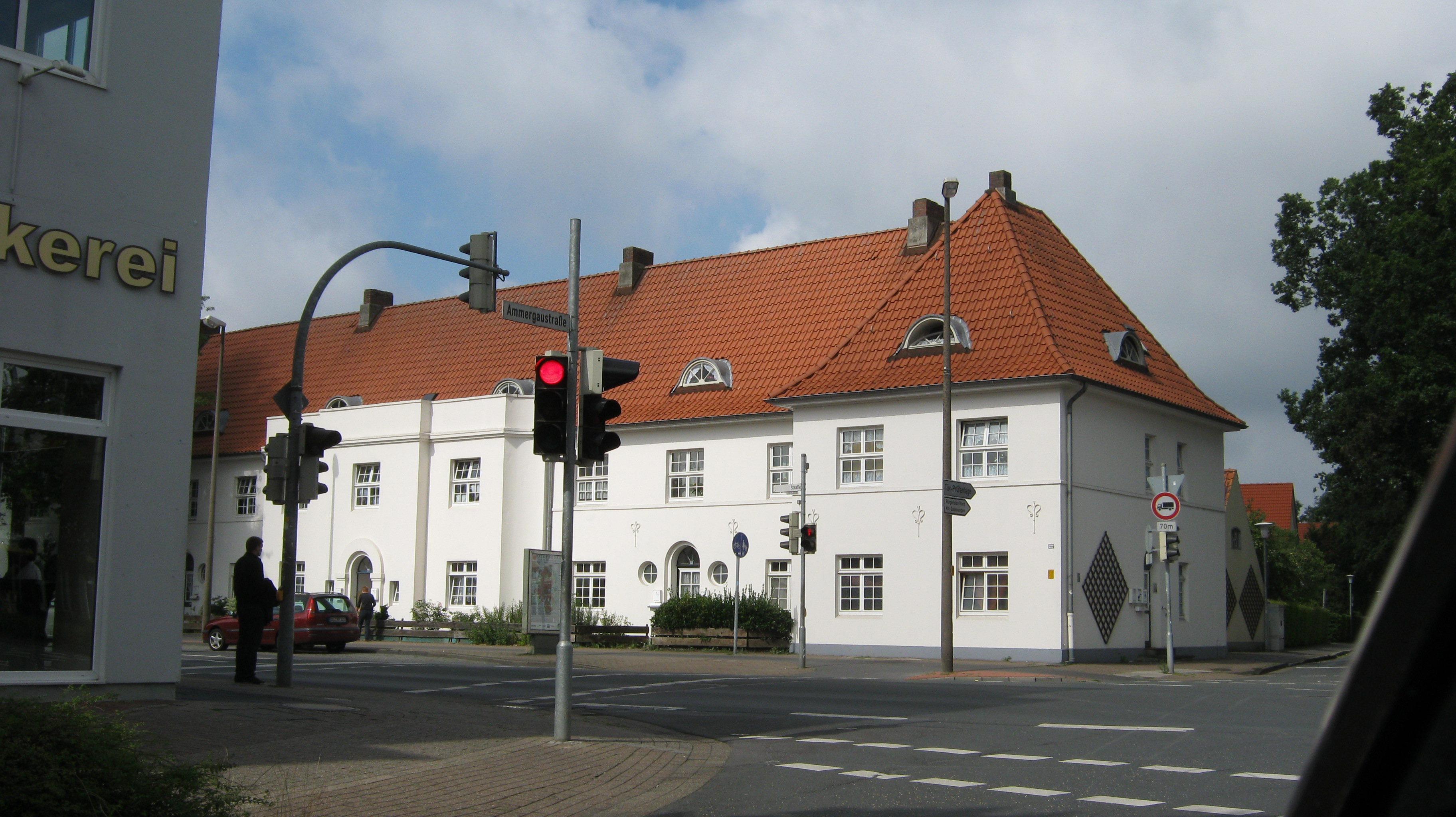
Stiftswohnungen an der Nadorster Straße, 1891–1882
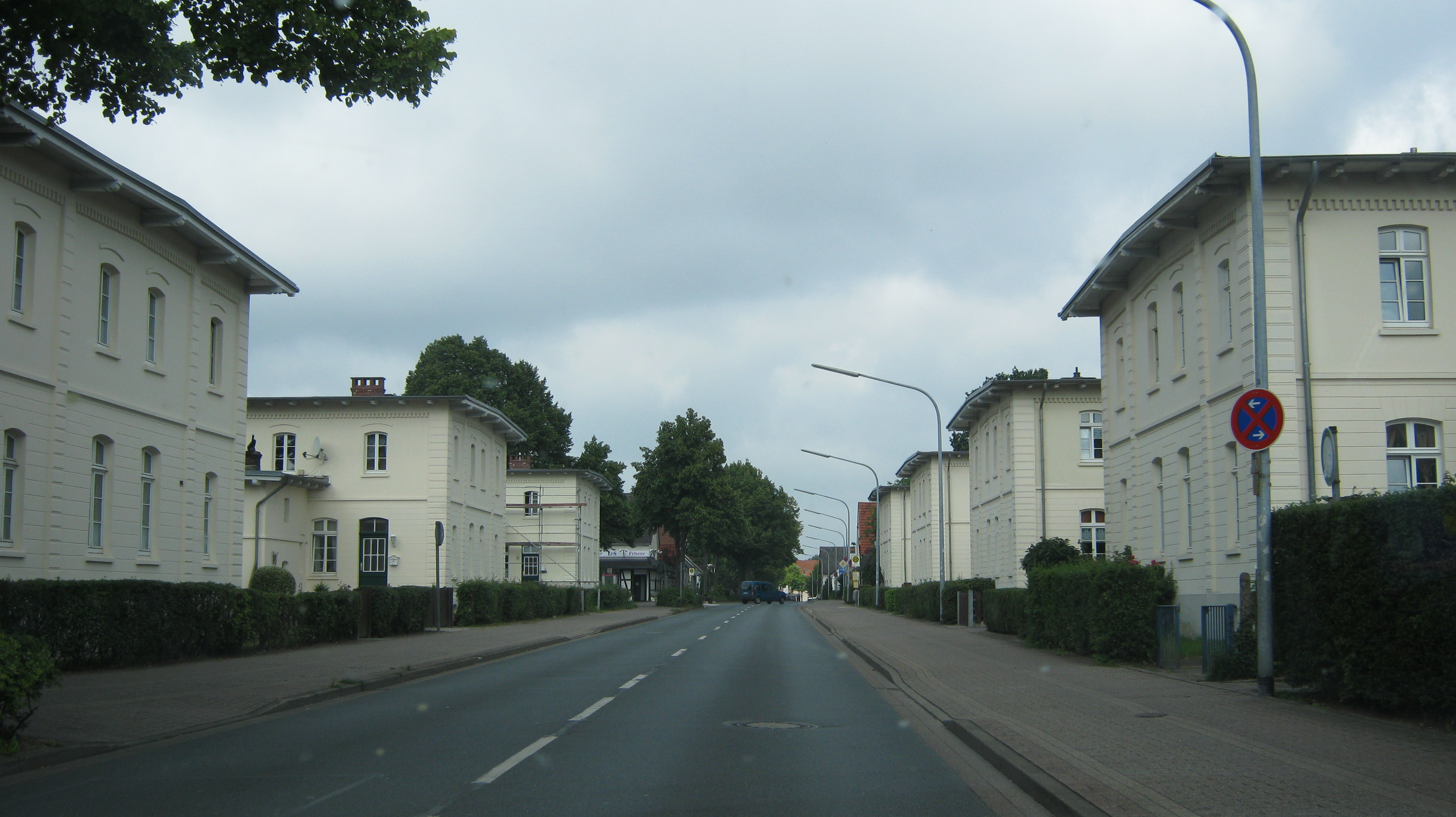
Stiftswohnungen in Nadorst, 1891–1882
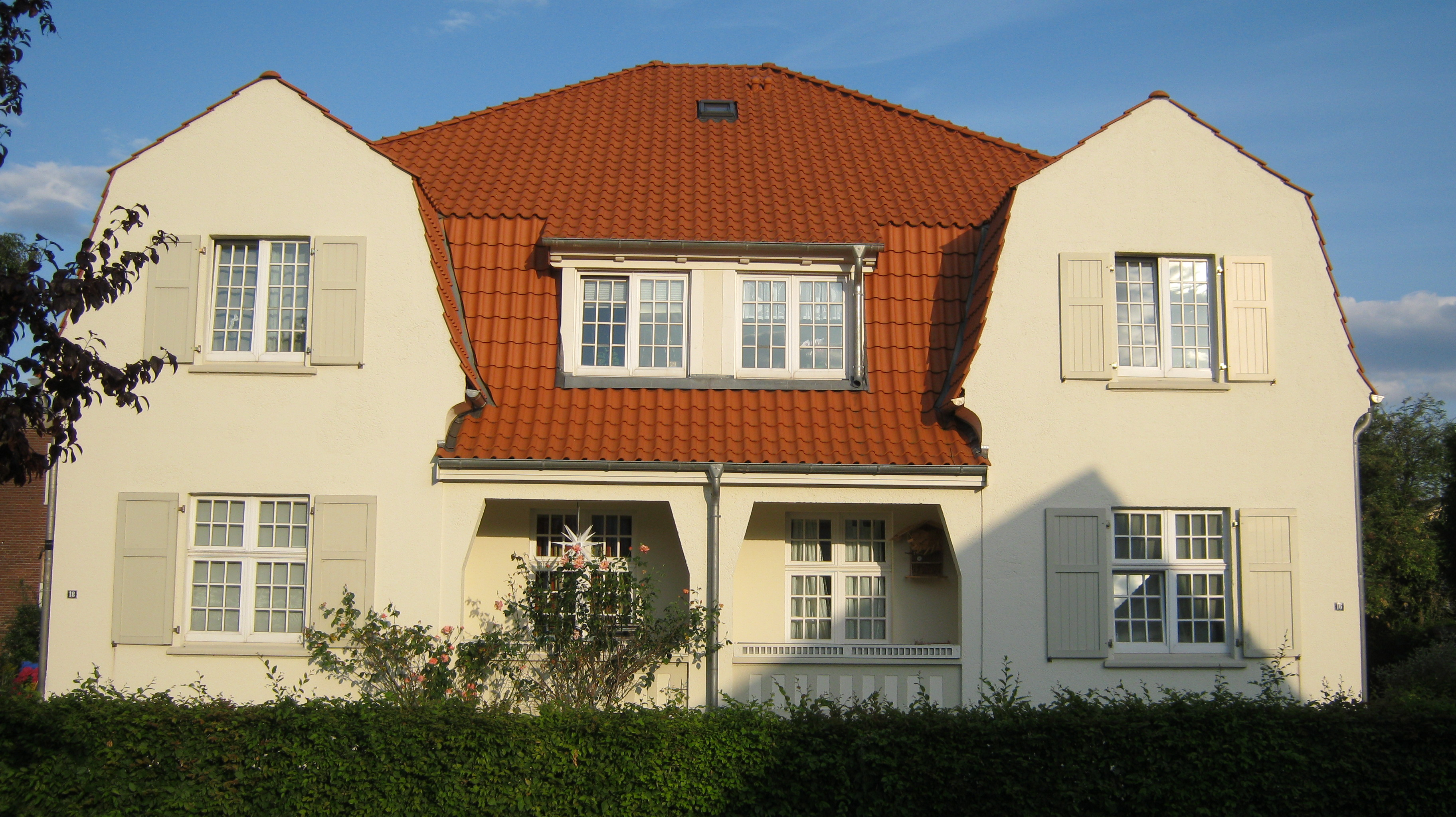
Stiftshaus an der Bogenstraße (ehem. Altenwohnungen), 1910/1911
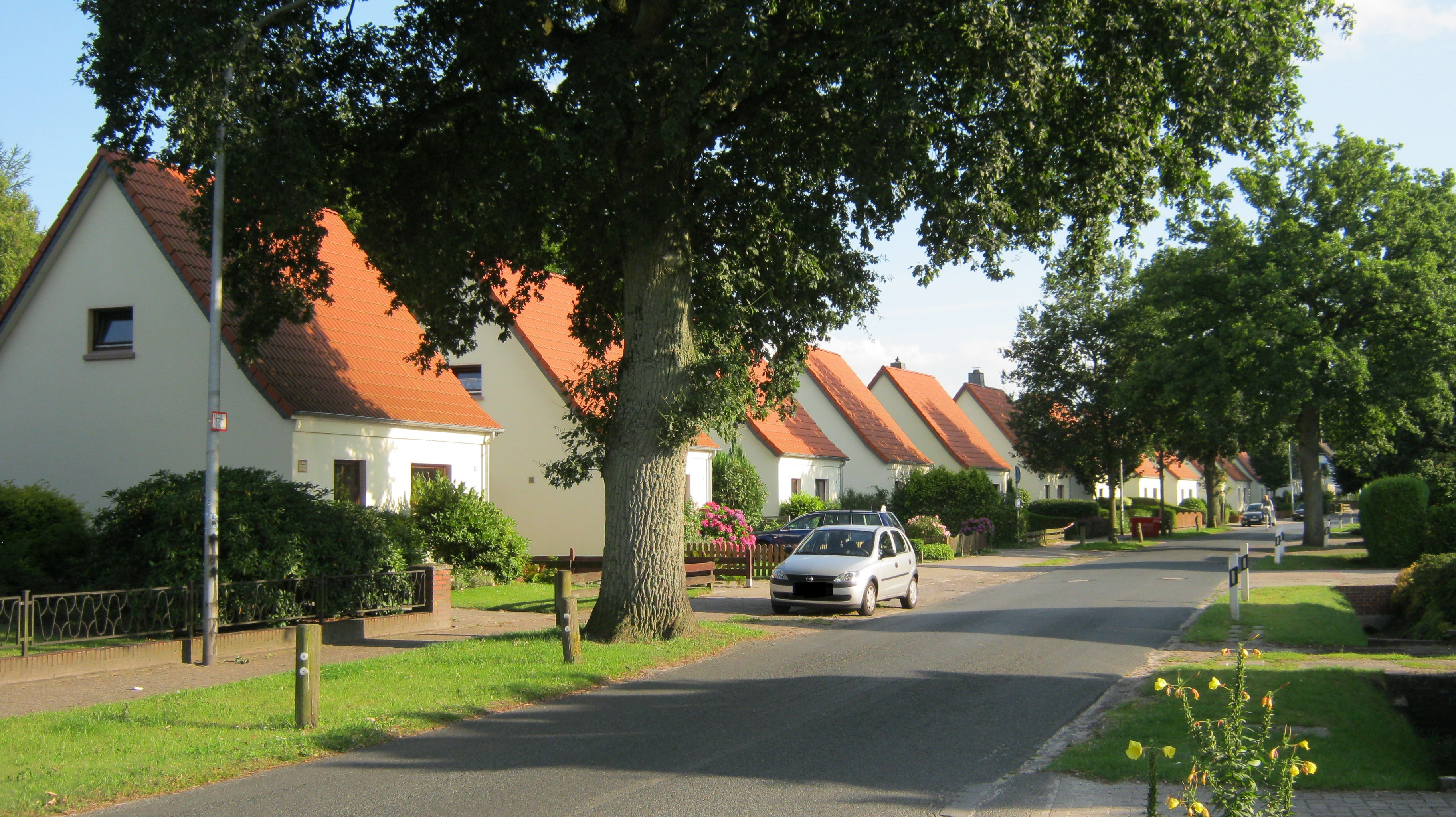
Stiftshäuser Schramperweg, 1934
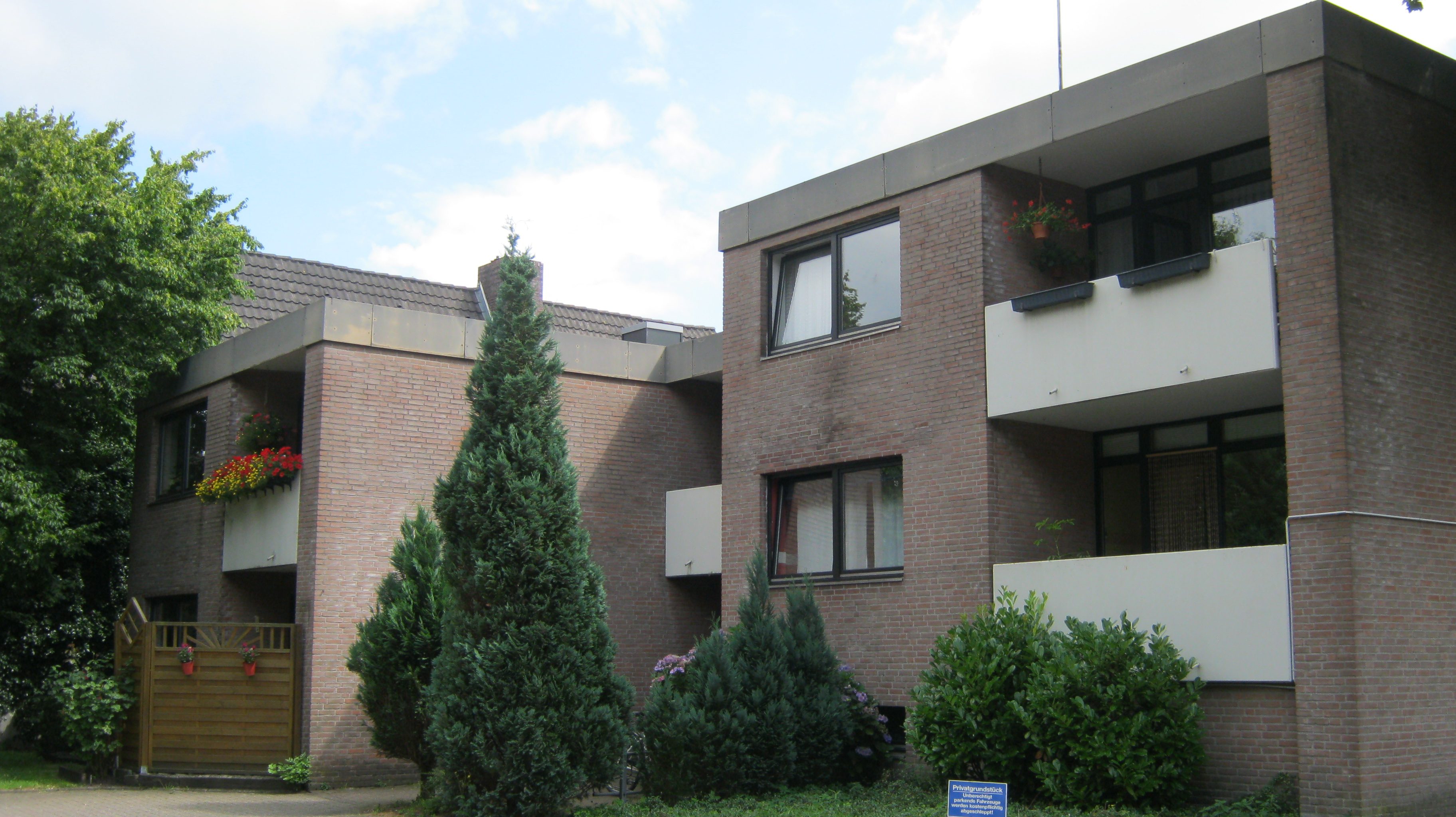
Stiftshaus Blumenhof, 1980